# Le Montsaugeonnais
Le Montsaugeonnais község Franciaország Grand Est régiójában, Haute-Marne megyében. Új községként 2016. január 1-jén jött létre Montsaugeon, Prauthoy és Vaux-sous-Aubigny korábbi község egyesítésével.

## Népesség
| Lakosok száma | 1265 | 1227 | 1188 | 1149 | 1139 | 1140 |
|               | 2017 | 2018 | 2019 | 2020 | 2021 | 2022 |